# Augusto de Campos
Augusto Luiz Browne de Campos (São Paulo, 14 de fevereiro de 1931) é um poeta, tradutor, ensaísta, crítico literário e musical brasileiro. Ao lado de Haroldo de Campos, seu irmão, e Décio Pignatari, formou o grupo Noigandres, um dos representantes da poesia concreta no Brasil. Sua produção mescla recursos da poesia, das artes visuais, da música e das tecnologias digitais.

## Vida
Augusto e seu irmão Haroldo estudaram no tradicional Colégio de São Bento, em São Paulo, e começou a escrever os primeiros poemas aos quinze anos.
Augusto de Campos formou-se em direito pela Faculdade do Largo de São Francisco. Ingressou na Procuradoria Geral do Estado de São Paulo (PGE-SP) por meio de concurso público, em 1962, e aposentou-se em 2001. Atuou na Assessoria Técnico-Legislativa, redigindo e analisando vetos, projetos de lei e outras normativas enviadas à Assembleia Legislativa.
Publicou seus primeiros poemas em 1949, na Revista Brasileira de Poesia, editada pelo Clube de Poesia, entidade ligada ao grupo literário da Geração de 45. Publicou seu livro de estreia, O Rei Menos o Reino, em 1951, fazendo uso da construção tradicional de versos dos poemas líricos. As temáticas trazem questões existenciais como a relação entre vida e morte, construindo imagens poéticas fantásticas e imaginárias de estética surrealista, ao mesmo tempo, rompendo com a estrutura linear. No ano seguinte, afastou-se do Clube de Poesia, por discordar de sua orientação estética.
Em companhia de seu irmão Haroldo de Campos e de Décio Pignatari, iniciou o grupo conhecido como Noigandres e depois a revista literária Noigandres, tornando-se os organizadores do movimento da poesia concreta.
Em 1955, no segundo número da revista, publicou uma série de poemas em cores, Poetamenos, considerados os primeiros exemplos consistentes de poesia concreta no Brasil. O verso e a sintaxe convencional eram abandonados e as palavras rearranjadas em estruturas gráfico-espaciais, algumas vezes impressas em até seis cores diferentes, sob inspiração da Klangfarbenmelodie (melodia de "cores sonoras"), teorizada pelo compositor austríaco Arnold Schönberg e representada principalmente pelo compositor Anton Webern.

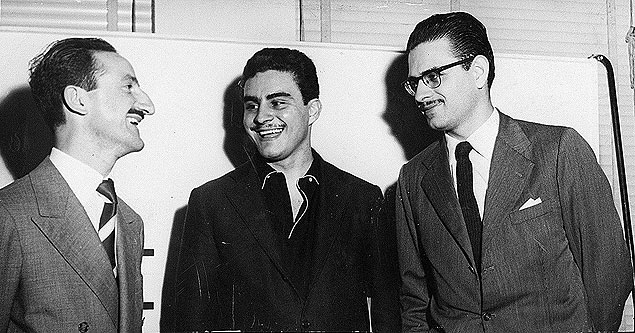
Décio Pignatari, Ronaldo Azeredo e Augusto de Campos no Ministério da Educação do Rio de Janeiro em fevereiro de 1957

Em 1956 participou da organização da Primeira Exposição Nacional de Arte Concreta, no Museu de Arte Moderna de São Paulo, e dois anos depois a revista Noigandres nº 4 publica o Plano-piloto da Poesia Concreta, que apresenta os princípios teóricos do movimento. Em 1959, participou de uma exposição internacional de poesia concreta, em Stuttgart, e no ano seguinte de uma exposição realizada em Tóquio. Em 1963, apresenta-se na Semana Nacional de Poesia de Vanguarda, em Belo Horizonte. Na década de 1960, com colaborações de poetas como Cassiano Ricardo, Sebastião Uchoa Leite e Paulo Leminski, edita a revista literária Invenção.
Aderiu à poesia participante com o poema Greve (1962), que concilia a invenção de linguagem com temas de caráter político e social, propondo uma arte revolucionária. A série de poemas-cartazes Popcretos (1964-1966) afirma a contestação da ordem econômica e política pelo trabalho criativo com a linguagem. A temática social também está presente em seus poemas. Muitas obras envolvem o leitor na construção do sentido, numa leitura interativa, como Colidouescapo (1971) e Poemóbiles (1974), conjunto de 12 poemas-objeto coloridos tridimensionais, desenvolvidos em parceria com o artista plástico espanhol Júlio Plaza.
A maioria dos seus poemas acha-se reunida em Viva Vaia (1979) Despoesia (1994) e Não (2003). Outras obras importantes são Poemóbiles (1974) e Caixa Preta (1975).
Como tradutor de poesia, Augusto especializou-se em traduzir a obra de autores de vanguarda como Ezra Pound, James Joyce, Gertrude Stein e E. E. Cummings, ou os russos Vladimir Maiakovski e Velimir Khlébnikov. Traduziu também Arnaut Daniel e os trovadores, John Donne e os poetas metafísicos, Stéphane Mallarmé e os simbolistas franceses.
Como ensaísta, é coautor de Teoria da Poesia Concreta (1965), com Haroldo de Campos e Décio Pignatari, e autor de outros livros que tratam de poesia de vanguarda e inventiva. Com Haroldo e Pignatari, lutou pela revalorização da obra do modernistas Oswald de Andrade e de poetas criativos do passado, como o romântico Sousândrade, o simbolista Pedro Kilkerry e Pagu, e publicou as antologias Re-Visão (1964 e 1971) e Pagu: Vida-Obra (1982). Estudando movimentos de renovação da música popular brasileira, publicou os livros O Balanço da Bossa (1974) e Música de Invenção (1998).
Das décadas de 1950 a 1970, suas principais obras se voltaram para a poesia visual, mas a partir de 1980, intensificou suas experimentações com novas mídias, apresentando seus poemas em outdoor elétrico, videotexto, neon, holograma e laser, computação gráfica e eventos multimídia, envolvendo som e música, como a leitura plurívoca de CidadeCityCité, com seu filho Cid Campos (1987-1991).
Quatro de seus poemas holográficos, em cooperação com o hológrafo Moysés Baumstein foram incluídos nas exposições Triluz (1986) e Idehologia (1987). Um "videoclippoema", O pulsar, com música de Caetano Veloso, foi produzido em 1984 em uma estação de computador de alta resolução da Intergraph. BOMB POEM e SOS, com música de Cid Campos, foram animados em uma estação de computador Silicon Graphics da Universidade de São Paulo (1992-93). Sua colaboração com Cid, iniciada em 1987, resultou em Poesia é risco, CD lançado pela PolyGram em 1995. A gravação foi desenvolvida em uma performance multimídia de mesmo título, um espetáculo "verbivocovisual" de poesia/música/imagem, com edição em vídeo de Walter Silveira, e foi apresentada em diversas cidades do Brasil e do exterior.
Sua obra foi incluída em muitas mostras, bem como em antologias internacionais como as históricas publicações Concrete Poetry: an International Anthology, organizada por Stephen Bann (London, 1967), Concrete Poetry: a World View, por Mary Ellen Solt (University of Bloomington, Indiana, 1968); Anthology of Concrete Poetry, por Emmet Williams (NY, 1968).
Coleções atuais se encontram em lugares como o Museu de Arte Latino-Americana de Buenos Aires, o Museu Reina Sofia e o Arquivo Ruth e Marvin Sackner de Poesia Concreta e Visual, Bibliotecas da Universidade de Iowa.

## Obra

### Poesia
- O rei menos o reino, 1951;
- Poetamenos, 1953;
- Antologia Noigandres (com Décio Pignatari, Haroldo de Campos, Ronaldo Azeredo e José Lino Grünewald), 1962;
- Linguaviagem (cubepoem), 1967;
- Equivocábulos, 1970;
- Colidouescapo, 1971;
- Poemóbiles (poemasobjetos), em colaboração com Julio Plaza, 1974;
- Caixa preta (poemas e poemasobjetos), em colaboração com Julio Plaza, 1975;
- Viva vaia, 1979;
- Expoemas (serigrafias de Omar Guedes), 1985;
- Não (poemaxerox), 1990;
- Poemas (antologia bilingüe), 1994;
- Despoesia (1979-1993), 1994;
- Poesia é risco (CD-livro (antologia poéticomusical, de O rei menos o reino a Despoemas, em colaboração com Cid Campos), 1995;
- Clip-poemas (16 poemas-animados digitais - exposição "Arte Suporte Computador"), 1997;
- Anthologia - Despoesia, 2002;
- Não (com CD-Rom Clip-poemas), 2003;
- Poètemoins (antoologia), 2011;
- Profilogramas, 2011;
- Poetamenos (com CD-Rom Clip-poemas), 2014;
- Outro, 2015

### Ensaio
- Revisão de Sousândrade (com Haroldo de Campos), 1964;
- Teoria da poesia concreta (com Décio Pignatari e Haroldo de Campos), 1965;
- Sousândrade - Poesia (com Haroldo de Campos), 1966;
- Balanço da Bossa (com Brasil Rocha Brito, Julio Medaglia e Gilberto Mendes), 1968
- Guimarães Rosa em três dimensões (com Haroldo de Campos e Pedro Xisto), 1970;
- Re/visão de Kilkerry, 1971;
- Revistas re/vistas: os antropófagos, 1975;
- Reduchamp (com iconogramas de Julio Plaza), 1976;
- Poesia antipoesia antropofagia, 1978;
- Pagu: vida-obra, 1982;
- À margem da margem, 1989;
- Os sertões dos campos (com Haroldo de Campos), 1997;
- Música de invenção, 1998.

### Traduções e estudos críticos
| - Dez poemas de e. e. cummings, 1960; - Cantares de Ezra Pound (com Décio Pignatari e Haroldo de Campos), 1960; - Panorama do Finnegans wake (com Haroldo de Campos), 1962; - Poemas de Maiakóvski (com Haroldo de Campos e B. Schnaiderman), 1967; - Poesia russa moderna (com Haroldo de Campos e B. Schnaiderman), 1968; - Traduzir e trovar (com Haroldo de Campos), 1968; - Antologia poética de Ezra Pound (com Décio Pignatari, Haroldo de Campos, José Lino Grünewald e Mário Faustino), 1968; - ABC da literatura, de Ezra Pound (com José Paulo Paes), 1970; - Mallamargem (com Décio Pignatari e Haroldo de Campos), 1971; - O tygre, de William Blake, 1977; - John Donne, o dom e a danação, 1978; - Verso reverso controverso, 1979; - 20 poem(a)s - e. e. cummings, 1979; - Mais provençais: Raimbaut e Arnaut, 1982; - Ezra Pound - Poesia (com Décio Pignatari, Haroldo de Campos, José Lino Grünewald e Mário Faustino), 1983; - Paul Valéry - A serpente e o pensar, 1984; - John Keats: Ode a um rouxinol e Ode sobre uma urna grega, 1984; - John Cage: de segunda a um ano, 1985; - 40 poem(a)s - e. e. cummings, 1986; - O anticrítico, 1986; |  | - Linguaviagem, 1987; - Porta-retratos: Gertrude Stein, 1990; - Hopkins: Cristal terrível, 1991; - Pré-lua e pós-lua, 1991; - Rimbaud livre, 1992; - Irmãos Germanos, 1993; - Rilke: poesia-coisa, 1994; - Hopkins: a beleza difícil, 1997; - Poem(a)s - e. e. cummings, 1999; - Coisas e anjos de Rilke, 2001; - Invenção: de Arnaut e Raimbaut a Dante e Cavalcanti, 2003; - Poesia da recusa, 2006; - Quase-Borges + 10 transpoemas, 2006; - Emily Dickinson - Não sou ninguém, 2008; - August Stramm: poemas-estalactites, 2008; - Byron e Keats: entreversos, 2009; - Poética de Os sertões, 2010; - Poem(a)s e. e. cummings, 2011; - Jaguadarte (tradução do poema "Jabberwocky, de Lewis Carroll), 2014. |

## Prêmios e honrarias
- 2005 - Prêmio Literário Fundação Biblioteca Nacional, por Não[15]
- 2015 - Prêmio Iberoamericano de Poesia Pablo Neruda[16]
- 2015 - Grã-Cruz da Ordem do Mérito Cultural[17][18]
- 2017 - Grande Prêmio de Poesia Jannus Pannonius, PEN Clube da Hungria[19][20]
- 2022 - Doutor Honoris Causa pela Universidade Federal Fluminense (UFF)[21]
- 2023 - Homenageado na Festa Literária Internacional de Paraty[22]
- 2024 - Comenda Jubileu de Diamante, Associação dos Procuradores do Estado de São Paulo[3]